# Bystryj Istok
Bystryj Istok (in russo Быстрый Исток?) è un villaggio del settore meridionale della Siberia Occidentale situato nel Territorio dell'Altaj,  in Russia. È il centro amministrativo del distretto Bystroistokskij.
La località si trova 267 km a sud della capitale Barnaul. La distanza dalla stazione ferroviaria più vicina, Bijsk, è di 107 km.